# Valentin Parmon
Valentin Nikolajevitj Parmon (ryska: Валенти́н Никола́евич Пармóн), född 18 april 1948 i Brandenburg, är en rysk vetenskapsman som har gjort sig känd som uppfinnare av nya och förbättrade katalytiska processer inom energiförsörjningsområdet.

## Karriär
Parmon tog examen vid Moskvas institut för fysik och teknologi (ryska: Московский физико-технический институт) 1972 och 1975. Därefter arbetade han som forskare vid Semjonovinstitutet för kemikalisk fysik (ryska: Институт химической физики им. Н. Н. Семёнова) i Moskva. 1977 övergick Parmon till att verka vid Boreskovinstitutet för katalys (ryska: Институт катализа им. Г.К. Борескова) i Novosibirsk, och mellan 1995 och 2015 var han dess direktör. För närvarande (2016) är han verksam som institutets vetenskapliga rådgivare.
Parmon doktorerade 1985 och utnämndes till professor 1989. Han har varit en fullvärdig medlem av Rysslands Vetenskapsakademi sedan 1997.
Hans forskningsområden har bland annat varit kemisk kinetik, fotokatalys, katalytisk omvandling av fossila bränslen, kemisk lagring av förnybar energi och omvandling av biomassa till bränsle. Till exempel ledde han arbetet med att ta fram kommersiellt framgångsrika nya katalytiska processer för att producera bränsle enligt Euro 4- och Euro 5-normerna samt skapandet av ett experimentellt system som kemiskt kunde lagra solenergi med 43 procents verkningsgrad. Institutet som han har lett har också utvecklat katalytiska processer för förbränning av lågkvalitativa bränslen. Dessa processer har kommersiellt tillämpats på koleldade pannor och skulle potentiellt kunna användas för omvandling av rötslam till energi.
2009 tilldelades Parmon Ryska federationens statspris för vetenskap och teknik, och 2016 mottog han utmärkelsen Global Energy Prize för utveckling av nya katalysatorer för oljeraffinering och förnybar energi.